# 大元古墳群
大元古墳群（おおもとこふんぐん、燈籠ノ辻古墳群/灯籠ノ辻古墳群）は、島根県益田市遠田町にある古墳群。国の史跡に指定されている。

## 概要
島根県西部、益田市街地から東方の丘陵尾根に位置する古墳群である。1986-1988年（昭和61-平成元年）に測量調査が実施されているほか、2015年度（平成27年度）から発掘調査が実施されている。古墳群は前方後円墳の1号墳と、円墳の2号墳、円墳状の3号墳の3基から構成される。特に1号墳は、石見地方（島根県西部）で最大級の古墳になる。
1・2・3号墳の古墳域は1999年（平成11年）4月9日に島根県指定史跡に指定されたのち、2020年（令和2年）に国の史跡に指定されている。

## 一覧
1号墳
- 墳形：前方後円墳
- 規模
  - 墳丘長：88メートル
  - 後円部：直径50メートル、高さ7メートル - 4段築成。
  - 前方部：長さ40メートル、幅31メートル、高さ4.3メートル - 2段築成。
  - くびれ部：幅24メートル

石見地方（島根県西部）で最大級の古墳。前方部を南西方に向け、墳丘北側には造出を有する。墳丘表面では円筒埴輪列・葺石が検出されている。周濠は巡らされていない。墳形・出土埴輪から4世紀末-5世紀初頭の築造と推定され、四塚山古墳（4世紀頃）に次ぎ、スクモ塚古墳（5世紀頃）・小丸山古墳（6世紀前半頃）に先行する首長墓に位置づけられる。
2号墳
- 墳形：円墳
- 規模：直径15メートル、高さ1.2メートル

1号墳の前方部に隣接して位置する。
3号墳
- 墳形：円墳状
- 規模：直径12メートルか

2号墳の西側に位置する。

## 文化財

### 国の史跡
- 大元古墳 - 2020年（令和2年）3月10日指定[6]。